# The Toxic Avenger, Part II
Série
The Toxic Avenger
(1985) The Toxic Avenger Part III: The Last Temptation of Toxie
(1989)
Pour plus de détails, voir Fiche technique et Distribution.
The Toxic Avenger 2 (The Toxic Avenger, Part II) est un film américain réalisé par Lloyd Kaufman et Michael Herz et sorti en 1989. Il fait suite au film The Toxic Avenger sorti en 1985.

## Synopsis
La ville de Tromaville dans le New Jersey est à présent nettoyée de sa racaille grâce à Melvin Junko, le Toxic Avenger. Sa petite amie Claire lui a trouvé un emploi dans un centre pour aveugles. Déprimé et désœuvré, Melvin décide cependant de partir à la recherche de son père au Japon. Alors qu’il parvient à retrouver sa trace, Tromaville est investie par l'entreprise Apocalypse Inc., qui pollue sans scrupules la région.

## Fiche technique
Sauf indication contraire, les informations mentionnées dans cette section peuvent être confirmées par la base de données cinématographiques IMDb,  présente dans la section « Liens externes ».
- Titre français : The Toxic Avenger 2
- Titre original : The Toxic Avenger, Part II
- Réalisation : Lloyd Kaufman et Michael Herz
- Scénario : Gay Partington Terry
- Musique : Barrie Guard
- Sociétés de production : Troma Entertainment et Lorimar Productions
- Pays de production :  États-Unis
- Format : Couleurs - 1,33:1 - Stéréo - 35 mm
- Genre : comédie horrifique, comédie noire, science-fiction, super-héros
- Durée : 95 minutes
- Dates de sortie[1] :
  - États-Unis : 24 février 1989
  - France : sorti directement en DVD[Quand ?]
- Classification[2] :
  - États-Unis : R

## Distribution
- John Altamura (VO : Ron Fazio ; VF : Luq Hamet) : The Toxic Avenger / Melvin Junko
- Phoebe Legere (en) : Sarah Claire
- Michael Jai White : un employé d'Apocalypse Inc.
- Rikiya Yasuoka (VF : Pierre Baton) : Big Mac Bunko
- Lloyd Kaufman : Sumo / voix du vendeur de poisson (caméos non crédité)